# Konståret 1935

## Händelser

### Okänt datum
- Anders Beckman och Göta Trägårdh grundar Beckmans designhögskola.
- Académie Scandinave i Paris avslutar sin verksamhet.
- Kulturrådet inrättas
- Maire Gullichsen grundar Fria konstskolan i Helsingfors.

## Verk
- Pierre Bonnard – Naken i badkaret
- Fernand Léger – Två systrar

## Utställningar
- 15 januari – International kunstudstilling kubisme-surrealisme öppnar i Köpenhamn på Frie udstillings bygning.[1] Den är kortvarig och pågår till 28 januari, men betecknas av André Breton som den I (första) internationella surrealistutställningen.[2] Danskarna Wilhelm Freddie och Vilhelm Bjerke-Petersen deltar tillsammans med Halmstadgruppen och franska bildkonstnärer.[3]
- 13 april – Publiken strömmar till sedan flera av konstnären Bror Hjorths skulpturer på Färg och form avlägsnats på grund av anstötlighet.[4]

## Födda
- 9 januari – Veikko Keränen (död 2001), finlandsfödd svensk skulptör.
- 23 februari – Ulrik Samuelson, svensk konstnär.
- 22 mars – Kjell Ivan Anderson (KIA), svensk tecknare och illustratör.
- 7 april – Beth Laurin, svensk tecknare och skulptör.
- 24 maj – Sture Johannesson, svensk grafisk bildkonstnär.
- 13 juni – Christo, bulgarisk konstnär.
- 16 juni – Jim Dine, amerikansk popkonstnär.
- 13 juli – Kurt Westergaard, dansk karikatyrtecknare.
- 15 juli – Lars-Gunnar Bodin, svensk kompositör, poet och bildkonstnär.
- 24 juli – Mel Ramos, amerikansk popkonstnär.
- 31 juli – Veronica Leo, finlandssvensk tecknare.
- 20 augusti – Lars Lerbom (död 2001), svensk konstnär.
- 16 september – Carl Andre, amerikansk konstnär inom minimalismen, skulptör.
- 26 september – Nils Gunnar Svensson, svensk bokhållare, tecknare och författare.
- 28 september – Åke Nilsson, svensk konstnär.
- 30 september – Ulf Rahmberg, svensk konstnär, målare, tecknare.
- 1 oktober – Carl-Bertil Widell, svensk hovkonditor och konstnär.
- 13 oktober – Eva Lange, svensk skulptör.
- 14 november – Bo I. Cavefors, svensk författare, förläggare, debattör och konstnär.
- 25 november – Rune Wenliden, svensk konstnär och illustratör.
- 30 november – Jörgen Hammar, svensk bildkonstnär och skulptör.
- 5 december – Jean Bolinder, svensk författare och konstnär.
- 6 december – Olle Bauman, svensk konstnär och författare.
- 25 december – Roland Lindberg (död 1993), svensk konstnär, målare.
- 26 mars – Richard Saul Wurman, amerikansk arkitekt och grafisk designer.

## Avlidna
- 21 januari – Per Ekström (född 1844), svensk konstnär.
- 23 februari – Anders Nilsson (född 1870), svensk hovjuvelerare och silversmed.
- 15 april – Anna Ancher (född 1859), dansk målare gift med Michael Ancher.
- 22 april – Carl Bergsten (född 1879), svensk arkitekt.
- 9 mars – Edmund Hellmer (född 1850), österrikisk skulptör.
- 15 maj – Kazimir Malevitj (född 1878), rysk målare, grundare av suprematismen.
- 24 maj – Granville Redmond (född 1871), amerikansk målare.
- 26 maj – Alfred Ekstam (född 1878), svensk konstnär.
- 26 maj – Axel Fridell (född 1894), svensk konstnär.
- 17 juli – George William Russell (född 1863), irländsk poet och målare.
- 15 augusti – Paul Signac (född 1863), fransk målare.
- 18 augusti – Anna Ancher, Anna Kirstine Brøndum Ancher (född 1859), dansk målare.
- 27 augusti – Childe Hassam (född 1859), amerikansk impressionistisk målare.
- 2 september – Georg Jensen (född 1866), dansk silversmed och designer.
- 3 oktober - Alvar Cawén (född 1886), finländsk konstnär
- 19 oktober – Oda Krohg (född 1860), norsk målare.
- 23 oktober – Charles Demuth (född 1883), amerikansk målare.
- 6 november – Christian Eriksson (född 1858), svensk konstnär och skulptör.
- 28 november – Georg Pauli (född 1855), svensk konstnär, målare.
- okänt datum – Axel Holm (född 1861), svensk konstnär.

### Fotnoter
1. ↑   (catalog.princeton.edu)
2. ↑  José Pierre(red.): Undersökningar av sexualiteten: samtal mellan surrealister 1928–1932 (Göteborg: Bokförlaget Korpen, 1995), Appendix IX.
3. ↑   (konsten.net)
4. ↑  Sverige 1900-talet – 1935, NE, Bra Böcker, 2000